# Carex sartwellii
Carex sartwellii là một loài thực vật có hoa trong họ Cói. Loài này được Dewey mô tả khoa học đầu tiên năm 1842.

## Hình ảnh

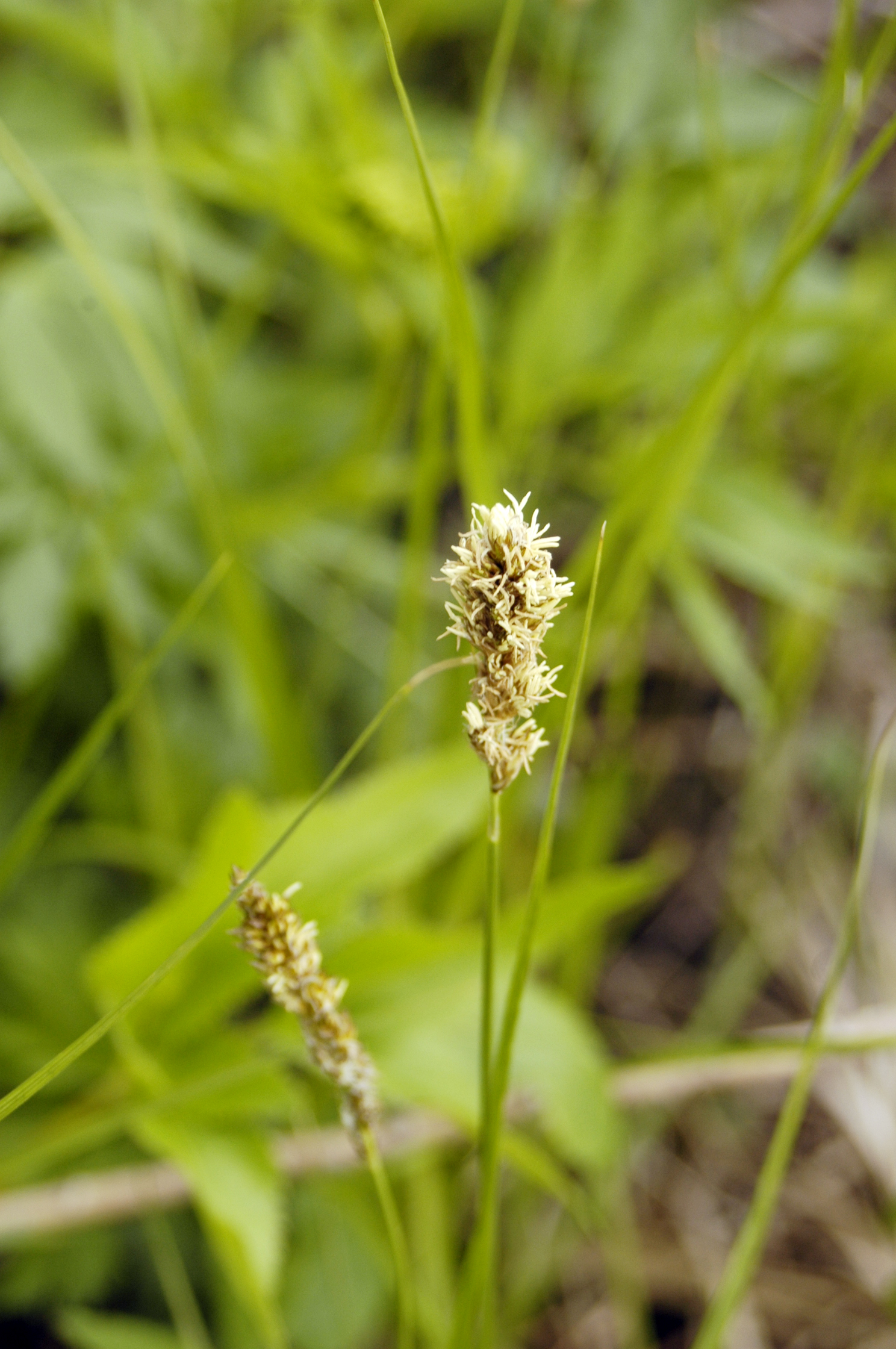